# Oneop Municipality
Oneop Municipality är en kommun i Mikronesiska federationen.   Den ligger i delstaten Chuuk, i den västra delen av landet, 500 km väster om huvudstaden Palikir. Antalet invånare är 505.
Följande samhällen finns i Oneop Municipality:
- Oneop Village